# Solaenodolichopus walesius
Solaenodolichopus walesius är en mångfotingart som beskrevs av Karl Wilhelm Verhoeff 1928. Solaenodolichopus walesius ingår i släktet Solaenodolichopus och familjen orangeridubbelfotingar. Inga underarter finns listade i Catalogue of Life.